# Franky Vercauteren
François Vercauteren, mieux connu comme Franky ou Frankie Vercauteren, mais également comme Frank  Vercauteren, né le 28 octobre 1956 à Molenbeek-Saint-Jean en Belgique, est un footballeur international belge devenu entraîneur. 

Le petit Prince du Parc Astrid possède l'un des plus beaux palmarès du football belge, notamment grâce à sa période sous le maillot du RSC Anderlecht. De mai à septembre 2009, il est le sélectionneur de l'équipe nationale belge de football, avec lequel il dispute cinq rencontres sans remporter de succès.

## Biographie

### Joueur
Frank Vercauteren évolue comme milieu de terrain, entre 1975 et 1987, sous le maillot d'Anderlecht, où il remporte quatre titres nationaux (1981 et un triplé 1985-1986-1987), une coupe de Belgique (1976), ainsi que deux Coupe d'Europe des Vainqueurs de Coupes (en 1976 contre West Ham United et en 1978 contre l'Austria Vienne), une finale de coupe UEFA (en 1983 contre le Benfica Lisbonne), deux Supercoupe de l'UEFA (en 1976 contre le Bayern Munich et en 1978 contre Liverpool FC). Il dispute également une finale de Coupe de l'UEFA, perdue en 1984 contre Tottenham Hotspur, mais ne joue pas la finale de la Coupe des Coupes perdue en 1977 contre Hambourg SV. Il reçoit le Soulier d'or en 1983, récompensant le meilleur joueur belge de l'année. Il est enfin sélectionné 63 fois en équipe nationale.
Il joue entre 1987 et 1990 en France au FC Nantes, sans connaître de grande réussite. Il revient en Belgique en 1990 RWD Molenbeek où il termine sa carrière de footballeur en 1993.

### Entraineur

#### RCS Braine (Jeunes)
À l'issue de cette carrière professionnelle bien remplie, il débute alors une carrière d'encadrement technique : il s'occupe des jeunes au RCS Braine.

#### FC Malines (jeunes puis T1)
Il s'occupe ensuite des jeunes du FC Malines où il devient entraîneur principal en 1997. 

#### Sporting d'Anderlecht
En août 1998, Anderlecht le rappelle dans l'encadrement du club : d'abord adjoint, il remplace Arie Haan à partir de septembre alors qu'après 6 journées de championnat, Anderlecht est dernier du championnat. Avec l'aide de Jean Dockx, il redresse la situation et les Anderlechois terminent troisièmes au classement final.
Il épaule Aimé Anthuenis entre 1999 et 2001. Avec Anthuenis, le club bruxellois gagne deux titres (en 2000 et 2001) et réalise une grande épopée européenne : après avoir éliminé en préliminaire les Chypriotes de Famagouste et les Portugais du FC Porto, Anderlecht termine premier de son groupe grâce à des victoires face au Dynamo Kiev, au PSV Eindhoven et Manchester United. Au deuxième tour, malgré des victoires à domicile face à la Lazio Rome et le Real Madrid, le club est alors éliminé au deuxième tour de la Ligue des Champions.
Anthuenis appelé chez les Diables Rouges et Hugo Broos devenu l'entraîneur principal, Franky Vercauteren reste adjoint. En février 2005, Hugo Broos est remercié à la suite de mauvais résultats sportifs. Vercauteren reprend la direction des joueurs, avec Daniel Renders comme adjoint, et termine deuxième du championnat, se qualifiant pour la Ligue des champions. Il est champion de Belgique les deux saisons qui suivent. Mais le 12 novembre 2007, à la suite d'une nouvelle contre-performance plaçant le champion en titre à sept points du leader brugeois, il est limogé.

#### Équipe nationale belge (adjoint puis T1 intérimaire)
À partir de mai 2008, Franky Vercauteren devient l'entraîneur adjoint de l'équipe nationale belge. De mai à septembre 2009, il assure l'intérim du poste de sélectionneur, à la suite de la démission de l'entraîneur fédéral René Vandereycken. À la suite des résultats désastreux enregistrés pendant cette période, il présente sa démission à l'issue de la défaite enregistrée contre l'Arménie le 9 septembre 2009 à l'issue de laquelle l'équipe nationale est pratiquement éliminée de la phase éliminatoire de la Coupe du monde 2010.

#### KRC Genk
Le 3 décembre 2009, il devient l'entraîneur du KRC Genk.
Le 18 mai 2011, pour la dernière journée du championnat, les hommes de Franky Vercauteren reçoivent le Standard dans un match décisif pour le titre. Après un match tendu, marqué par la sévère blessure du médian liégeois Mehdi Carcela, le score final de 1-1 lui permet de devenir champion de Belgique pour la troisième fois, cette fois-ci avec le KRC Genk. 
Il prétend après le match que ce sacre avec le KRC Genk a été plus difficile à acquérir que les fois précédentes avec le RSC Anderlecht.

#### Al Jazira
Le 8 août 2011, après deux années passées au KRC Genk, il tombe d'accord pour un transfert vers le club de émirati d'Al Jazira à Abu Dhabi.

#### Sporting Clube de Portugal
Le 24 octobre 2012, le Sporting Clube de Portugal l'annonce officiellement comme nouvel entraîneur avec un contrat allant jusqu'au terme de la saison, le 30 juin 2013. À la suite des mauvais résultats de son équipe, il est licencié avant la fin de son contrat, le 7 janvier 2013.

#### Retour au FC Malines
Un an plus tard, Franky Vercauteren revient entrainer le club de ses débuts, le FC Malines, à la suite du renvoi de Harm Van Veldhoven pour manque de résultats (13e avec 20 points en 21 match).  Il y signe un contrat portant jusqu'à la fin de la saison 2013-2014.

#### Krylia Sovetov Samara
Il ne prolonge pas son contrat au KV Malines malgré le maintien du club en division 1 et signe le 10 juin 2014 au club russe de division 2, le Krylia Sovetov Samara.

#### Cercle de Bruges
Le 16 octobre 2017, il devient l'entraîneur du Cercle de Bruges en remplacement de José Riga.  Il parvient à faire remonter le club brugeois en D1A.  Malgré la promotion, le club et lui se séparent de commun accord le 30 avril 2018.
Le 24 juin 2018, il est le nouvel entraîneur du club saoudien Al-Batin.  
Il est limogé le 1er novembre 2018 2h avant le 8e match de championnat.
Le 8 février 2019, il devient le nouveau conseiller sportif du club louvaniste OHL et épaulera l'entraîneur Vincent Euvrard.
Le 3 octobre 2019, il est nommé entraîneur principal d'Anderlecht à la place de Simon Davies. Suite  la décision de Vincent Kompany de raccrocher ses crampons et de se reconvertir comme entraîneur principal du Sporting, il quitte le club le 17 août 2020.
Le 5 janvier 2021, Frank Vercauteren est nommé entraîneur principal du Royal Antwerp FC à la suite du départ volontaire d'Ivan Leko. Il a signé un contrat jusqu'à la fin de la saison 2020-2021
Durant les 5 mois de son mandat, Vercauteren réussit sa mission de qualifier le club en Europe en finissant 3e des PO1.
Malgré cela, Vercauteren n'est pas prolongé et quitte le club le 31 mai 2021.

## Palmarès

### Joueur

#### En club
- Vainqueur de la Coupe d'Europe des Vainqueurs de Coupe en 1976 et en 1978 avec le RSC Anderlecht
- Vainqueur de la Coupe de l'UEFA en 1983 avec le RSC Anderlecht
- Vainqueur de la Supercoupe d'Europe en 1976 et en 1978 avec le RSC Anderlecht
- Champion de Belgique en 1981, 1985, 1986 et 1987 avec le RSC Anderlecht
- Vainqueur de la Coupe de Belgique en 1976 avec le RSC Anderlecht
- Finaliste de la Coupe de l'UEFA en 1984 avec le RSC Anderlecht

#### EnÉquipe de Belgique
- 63 sélections et 9 buts entre 1977 et 1988
- Participation à la Coupe du Monde en 1982 (Deuxième Tour) et en 1986 (4e)
- Participation au Championnat d'Europe des Nations en 1984 (Premier Tour)

#### Distinction individuelle
- Élu Soulier d'Or belge en 1983 par Het Laatste Nieuws

#### Statistiques de joueur
- 419 matches et 96 buts marqués en Division 1 (368 matches et 92 buts avec le RSCA, 51 matches et 4 buts avec le RWDM)
- 78 matches et 18 buts marqués en Division 1 avec le FC Nantes

### Entraîneur

#### Entraîneur-adjoint
- Champion de Belgique en 2000, en 2001 et en 2004 avec le RSC Anderlecht

#### Entraîneur
- Champion de Belgique en 2006, en 2007 avec le RSC Anderlecht et en 2011 avec le KRC Genk
- Vainqueur de la Supercoupe de Belgique en 2011 avec le KRC Genk
- Champion de Russie de Division 2 en 2015 avec le Krylia Sovetov Samara
- Champion de Belgique de Division 2 en 2018 avec le Cercle Bruges

#### Distinctions personnelles
- Élu entraîneur de l'année en 2011 avec le KRC Genk[10].

## Vie personnelle
Il a quatre fils et une petite fille. Son troisième fils, Gleen, est responsable des physiothérapeutes du Sporting d'Anderlecht. 